# یواس‌اس هوگا (وای‌تی-۱۴۶)
یواس‌اس هوگا (وای‌تی-۱۴۶) (به انگلیسی: USS Hoga (YT-146)) یک کشتی است که طول آن ۱۰۰ فوت (۳۰ متر) می‌باشد. این کشتی در سال ۱۹۴۰ ساخته شد.